# Meurtre du boulanger de Jamioulx
Le meurtre du boulanger de Jamioulx est un crime survenu la nuit du 5 novembre 2007 au sein de la boulangerie Le Fournil située à Jamioulx en Belgique.

## Déroulement des faits
Le 5 novembre 2007, vers 2 h 30, un vol avec violences ou menaces a lieu au sein de la boulangerie. Quatre auteurs pénètrent sur place. Le boulanger, Pascal Hennuy, 35 ans, est tué par arme à feu alors qu'il surprend les auteurs. Le chien de la victime est également abattu.
Les auteurs seront finalement identifiés et interceptés, il s'agit des nommés Abdelah Mostefa, Dorian Cherpion, Frédérick Echazar et Aubin Bellens.

## Auteurs et peines
En 2010, les intéressés sont condamnés par la cour d'assises du Hainaut située à Mons.
Les peines sont les suivantes :
- Abdelah Mostefa, condamné à 30 ans de réclusion ;
- Dorian Cherpion, condamné à 25 ans de réclusion ;
- Frédérick Echazar, condamné à 27 ans de réclusion ;
- Aubin Bellens, âgé de 16 ans et donc mineur au moment des faits, il a comparu en cour d'assises en qualité de témoin. Sa peine dépendait du juge de la jeunesse[3].

## Le cas d'Aubin Bellens
Aubin Bellens âgé de 16 ans au moment des faits a été jugé en tant que mineur par une juridiction spécifique à cette catégorie d'individus.
Il était initialement prévu qu'il soit placé en Institution publique de protection de la jeunesse jusqu'à l'âge de 20 ans. Il est finalement libéré en juin 2008 à la suite de la décision de la cour d’appel de Charleroi qui a estimé que le placement n’était plus nécessaire.
Cette libération crée l’émoi et déclenche de nombreuses réactions,. L'intéressé lui-même qualifiera cette institution de « Club-Med ». Cette situation entrainera un préavis de grève dans le secteur de l'aide à la jeunesse (dont dépendent les IPPJ). Par la suite, la ministre en place intervient pour réfuter l'idée selon laquelle ces centres seraient des clubs de loisirs,.

## Évasion et cavale d'Abdelah Mostefa
Le 31 juillet 2011, Abdelah Mostefa s'évade de la prison de Jamioulx en compagnie de deux autres détenus.
Il est arrêté à Bruxelles le 10 octobre 2014 après trois ans de fuite.